# アンフォーギヴェン
アンフォーギヴェン (Unforgiven) は、アメリカ合衆国のプロレス団体WWEが主催する、プロレス興行の名称。また、同興行を扱うPPVの名称でもある。開催は1年に1回。2リーグ分裂後は主にRAWのPPVとなっている。2009年にブレーキング・ポイント(WWE Breaking Point)が新設されたため、開催は2008年までとなった。

## 試合結果

### 第1回大会（1998年）Unforgiven: In Your House
- 開催日 : 4月26日
- 開催場所 : ノースカロライナ州グリーンズボロのグリーンズボロ・コロシアム
- 観客動員数 : 21,427人

- ○ケン・シャムロック, スティーブ・ブラックマン＆ファルーク vs ネーション・オブ・ドミネーション（ザ・ロック, ディーロ・ブラウン＆マーク・ヘンリー）（w / カマ・ムスタファ）●

- WWFヨーロピアン王座戦 -WWF European Championship-

○トリプルH(c)（w / チャイナ） vs オーエン・ハート●
- NWA世界タッグチーム王座戦 -NWA World Tag Team Championship-

○ザ・ニュー・ミッドナイト・エクスプレス（ボディシャス・バート＆ボンバスティック・ボブ）(c)（w / ジム・コルネット） vs ザ・ロックンロール・エクスプレス（リッキー・モートン＆ロバート・ギブソン）●
- イブニング・ガウン・マッチ -Evening Gown Match-

○ルナ・バション（w / ジ・アーティスト・フォーマリー・ノウン・アズ・ゴールダスト） vs セーブル●
- WWFタッグ王座戦 -WWF Tag Team Championship-

○ニュー・エイジ・アウトローズ（ロード・ドッグ＆ビリー・ガン）(c) vs L.O.D.2000（ロード・ウォリアー・ホーク＆ロード・ウォリアー・アニマル）（w / サニー）●
- インフェルノ・マッチ -Inferno Match-

○ジ・アンダーテイカー vs ケイン（w / ポール・ベアラー）●
- WWF王座戦 -WWF Championship-

●"ストーンコールド" スティーブ・オースチン(c) vs デュード・ラブ○
ストーンコールドの反則負けのため王座移動は無し

### 第2回大会（1999年）WWF Unforgiven 1999
- 開催日 : 9月26日
- 開催場所 : ノースカロライナ州シャーロットのシャーロット・コロシアム
- 観客動員数 : 15,779人

- ○バル・ビーナス vs スティーブ・ブラックマン● 特別レフェリー ブルックリン・ブローラー

- WWFヨーロピアン王座戦 -WWF European Championship- 特別レフェリー トム・プリチャード

●マーク・ヘンリー(c) vs ディーロ・ブラウン○
- WWFインターコンチネンタル王座戦 -WWF Intercontinental Championship- 特別レフェリー ハービー・ウィップルマン

○ジェフ・ジャレット(c)（w / ミス・キティ） vs チャイナ●
チャイナの反則負け
- ○アコライツ（ブラッドショー＆ファルーク） vs ダッドリー・ボーイズ（ババ・レイ・ダッドリー＆ディーボン・ダッドリー）●

- ハードコア・マッチ形式WWF女子王座戦 -Hardcore Match for the WWF Women's Championship-

○アイボリー(c) vs ルナ・バション●
- WWFタッグ王座戦 -WWF Tag Team Championship-

○ニュー・エイジ・アウトローズ（ロード・ドッグ＆ビリー・ガン）(c) vs エッジ＆クリスチャン●
- ケンネル・フロム・ヘル・マッチ形式WWFハードコア王座戦 -Kennel from Hell Match for the WWF Hardcore Championship-

○アル・スノー(c)（w / ヘッド） vs ビッグ・ボスマン●
- ○X-パック vs クリス・ジェリコ（w / カーティス・ヒューズ）● 特別レフェリー トム・プリチャード

クリス・ジェリコの反則負け
- 6パック・チャレンジ形式WWF王座戦 - Six-Pack Challenge for the WWF Championship-

○トリプルH vs マンカインド vs ケイン vs ビッグ・ショー vs ブリティッシュ・ブルドッグ vs ザ・ロック●

### 第3回大会（2000年）WWF Unforgiven 2000
- 開催日 : 9月24日
- 開催場所 : ペンシルベニア州フィラデルフィアのファースト・ユニオン・センター
- 観客動員数 : 18,092人

- ○ライト・トゥ・センサー（スティーブン・リチャーズ＆バル・ビーナス＆ブル・ブキャナン＆グッドファーザー） vs ダッドリー・ボーイズ（ババ・レイ・ダッドリー＆ディーボン・ダッドリー）＆A.P.A（ブラッドショー＆ファルーク）●

- ストラップ・マッチ -Strap Match-

○タズ vs ジェリー "ザ・キング" ローラー●
- 10分バトルロイヤル形式WWFハードコア王座戦 -10-minute Battle Royal for the WWF Hardcore Championship-

優勝者スティーブ・ブラックマン
以下出場者一覧 スティーブ・ブラックマン(c)、ペリー・サターン、クラッシュ・ホーリー、テスト、アル・スノー、フナキ
| ピンフォールされたスーパースター | ピンフォールしたスーパースター | 時間  |
| スティーブ・ブラックマン         | クラッシュ・ホーリー           | 3：54 |
| クラッシュ・ホーリー             | ペリー・サターン               | 4：06 |
| ペリー・サターン                 | スティーブ・ブラックマン       | 9：01 |

- ○クリス・ジェリコ vs X-パック●

- スティール・ケージ・マッチ形式WWFタッグ王座戦 -Steel Cage Match for the WWF Tag Team Championship-

●エッジ＆クリスチャン(c) vs ハーディー・ボーイズ（マット・ハーディー＆ジェフ・ハーディー）○
- WWFインターコンチネンタル王座戦 -WWF Intercontinental Championship-

○エディ・ゲレロ(c)（w / チャイナ） vs リキシ●
- ノーDQ・マッチ -No Disqualification Match- 特別レフェリー ミック・フォーリー

○トリプルH vs カート・アングル●
- フェイタル4ウェイ形式WWF王座戦 -Fatal Four Way Match for the WWF Championship-

○ザ・ロック(c) vs ジ・アンダーテイカー vs ケイン vs クリス・ベノワ●

### 第4回大会（2001年）WWF Unforgiven 2001
- 開催日 : 9月23日
- 開催場所 : ペンシルベニア州ピッツバーグのメロン・アリーナ
- 観客動員数 : 13,855人

- サンデー・ナイト・ヒート・マッチ -Sunday Night HEAT Match-

○ビリー・ガン（WWF） vs トミー・ドリーマー（Alliance）●
- フェイタル4ウェイエリミネーション・マッチ形式WWFタッグ王座戦 -Fatal Four Way Elimination Match for the WWF Tag Team Championship-

○ダッドリー・ボーイズ（ババ・レイ・ダッドリー＆ディーボン・ダッドリー）(c)（Alliance） vs ハーディー・ボーイズ（マット・ハーディー＆ジェフ・ハーディー）（WWF） vs ビッグ・ショー＆スパイク・ダッドリー（WWF） vs ランス・ストーム＆ザ・ハリケーン（Alliance）
| 退場順 | スーパースター         | チーム                               | 退場させたスーパースター |
| 1      | ランス・ストーム       | ランス・ストーム＆ザ・ハリケーン     | ビッグ・ショー           |
| 2      | スパイク・ダッドリー   | ビッグ・ショー＆スパイク・ダッドリー | マット・ハーディー       |
| 3      | マット・ハーディー     | ハーディー・ボーイズ                 | ディーボン・ダッドリー   |
| 勝者   | ディーボン・ダッドリー | ダッドリー・ボーイズ                 |                          |

- ○ペリー・サターン（WWF） vs レイヴェン（w / テリー）（Alliance）●

- WWFインターコンチネンタル王座戦 -WWF Intercontinental Championship-

●エッジ(c)（WWF） vs クリスチャン（WWF）○
- WCWタッグ王座戦 -WCW Tag Team Championship-

○ブラザーズ・オブ・デストラクション（ジ・アンダーテイカー＆ケイン）(c)（WWF） vs クロニック（ブライアン・アダムス＆ブライアン・クラーク）（w / スティーブン・リチャーズ）（Alliance）●
- WWFハードコア王座戦 -WWF Hardcore Championship-

○ロブ・ヴァン・ダム(c)（Alliance） vs クリス・ジェリコ（WWF）●
- ハンディキャップ形式WCW王座戦 -Handicap Match for the WCW Championship-

○ザ・ロック(c)（WWF） vs シェイン・マクマホン＆ブッカー・T（Alliance）●
- WCW・US王座戦 -WCW United States Championship-

●タジリ(c)（w / トリー・ウィルソン）（WWF） vs ライノ（Alliance）○
- WWF王座戦 -WWF Championship-

●"ストーンコールド" スティーブ・オースチン(c)（Alliance） vs カート・アングル（WWF）○

### 第5回大会（2002年）WWE Unforgiven 2002
- 開催日 : 9月22日
- 開催場所 : カリフォルニア州ロサンゼルスのステイプルズ・センター
- 観客動員数 : 16,000人
- 公式大会曲 : Gavin Rossdale - Adrenaline

- サンデー・ナイト・ヒート・マッチ -Sunday Night HEAT Match-

○レイ・ミステリオ vs チャボ・ゲレロ●
- ○ケイン,ブッカー・T,ゴールダスト＆ババ・レイ・ダッドリー vs アン・アメリカンズ（ランス・ストーム,クリスチャン,ウィリアム・リーガル＆テスト）●（RAW）

- WWEインターコンチネンタル王座戦 -WWE Intercontinental Championship-（RAW）

○クリス・ジェリコ(c) vs リック・フレアー●
- ○エディ・ゲレロ vs エッジ●（SmackDown!）

- インタープロモーショナル・マッチ -Interpromotional Match-（RAW＆SmackDown!）

○アイランド・ボーイズ（ロージー＆ジャマール）（w / リコ）（RAW） vs ビリー＆チャック（SmackDown!）●
- 世界ヘビー級王座戦 -World Heavyweight Championship-（RAW）

○トリプルH(c) vs ロブ・ヴァン・ダム●
- WWE女子王座戦 -WWE Women's Championship-（RAW）

●モーリー・ホーリー(c) vs トリッシュ・ストラタス○
- ○クリス・ベノワ vs カート・アングル●（SmackDown!）

- WWE王座戦 -WWE Championship-（SmackDown!）

△ブロック・レスナー(c)（w / ポール・ヘイマン） vs ジ・アンダーテイカー△
ブロック・レスナーがレフェリーを暴行したためレフェリーストップでノー・コンテスト

### 第6回大会（2003年）WWE RAW's Unforgiven 2003
- 開催日 : 9月21日
- 開催場所 : アメリカペンシルベニア州ハーシーのジャイアント・センター
- 観客動員数 : 10,347人
- 公式大会曲 : Sevendust - Enemy

- サンデー・ナイト・ヒート・マッチ -Sunday Night HEAT Match-

○メイヴェン vs スティーブン・リチャーズ（w / ビクトリア）●
- ハンディキャップテーブル・マッチ形式世界タッグ王座戦 -Handicap Tables Match for the World Tag Team Championship-

●ロブ・コンウェイ＆ラ・レジスタンス（シルヴァン・グラニエ＆レネ・デュプリー）(c) vs ダッドリー・ボーイズ（ババ・レイ・ダッドリー＆ディーボン・ダッドリー）○
- ○テスト（w / ステイシー・キーブラー） vs スコット・スタイナー●

テストはステイシー・キーブラーを獲得
- レジェンド vs レジェンド・キラー -Legend vs Legend Killer-

○ランディ・オートン（w / リック・フレアー） vs ショーン・マイケルズ●
- ○リタ＆トリッシュ・ストラタス vs モーリー・ホーリー＆ゲイル・キム●

- ラストマン・スタンディング・マッチ -Last Man Standing Match-

○ケイン vs シェイン・マクマホン●
- トリプルスレット形式WWEインターコンチネンタル王座戦 -Triple Threat Match for the WWE Intercontinental Championship-

○クリスチャン(c) vs クリス・ジェリコ vs ロブ・ヴァン・ダム●
- ○アル・スノー＆ジョナサン・コーチマン vs ジム・ロス＆ジェリー "ザ・キング" ローラー●

アル・スノー＆ジョナサン・コーチマンはRAWの実況、解説権を獲得
- 世界ヘビー級王座戦 -World Heavyweight Championship-

●トリプルH(c) vs ゴールドバーグ○
トリプルHは反則負け及びカウント負けでも王座を失う条件、ゴールドバーグは負ければ引退

### 第7回大会（2004年）WWE RAW's Unforgiven 2004
- 開催日 : 9月12日
- 開催場所 : オレゴン州ポートランドのローズ・ガーデン
- 観客動員数 : 10,000人
- 公式大会曲 : Saliva - Survival of the Sickest

- サンデー・ナイト・ヒート・マッチ -Sunday Night HEAT Match-

○メイヴェン vs ロドニー・マック（w / ジャズ）●
- ○クリス・ベノワ＆ウィリアム・リーガル vs エボリューション（リック・フレアー＆バティスタ）●

- WWE女子王座戦 -WWE Women's Championship-

○トリッシュ・ストラタス(c)（w / タイソン・トムコ） vs ビクトリア●
- ○タイソン・トムコ vs スティーブン・リチャーズ●

- ラダー・マッチ形式WWEインターコンチネンタル王座戦 -Ladder Match for the WWE Intercontinental Championship-

○クリス・ジェリコ vs クリスチャン●
クリス・ジェリコは空位となっていたIC王座を獲得
- ノーDQ・マッチ -No Disqualification Match-

○ショーン・マイケルズ vs ケイン●
- 世界タッグ王座戦 -World Tag Team Championship-

○ラ・レジスタンス（シルヴァン・グラニエ＆ロブ・コンウェイ）(c) vs タジリ＆ライノ●
- 世界ヘビー級王座戦 -World Heavyweight Championship-

●ランディ・オートン(c) vs トリプルH○
トリプルHのアシストとしてリック・フレアー、バティスタ、ジョナサン・コーチマンが乱入

### 第8回大会（2005年）WWE RAW's Unforgiven 2005
- 開催日 : 9月18日
- 開催場所 : オクラホマ州オクラホマシティのフォード・センター
- 観客動員数 : 8,000人
- 公式大会曲 : Taproot - Calling

- サンデー・ナイト・ヒート・マッチ -Sunday Night HEAT Match-

○ロブ・コンウェイ vs タジリ●
- WWEインターコンチネンタル王座戦 -WWE Intercontinental Championship-

●カリート(c) vs リック・フレアー○
- ○トリッシュ・ストラタス＆アシュリー vs ビクトリア＆トリー・ウィルソン（w / キャンディス・ミシェル）●

- ○ビッグ・ショー vs ジーン・スニツキー●

- ○シェルトン・ベンジャミン vs カーウィン・ホワイト●

- スティール・ケージ・マッチ -Steel Cage Match-

○マット・ハーディー vs エッジ（w / リタ）●
- 世界タッグ王座戦 -World Tag Team Championship-

●ザ・ハリケーン＆ロージー(c) vs ランス・ケイド＆トレバー・マードック○
- ○ショーン・マイケルズ vs クリス・マスターズ●

- WWE王座戦 -WWE Championship-

●ジョン・シナ(c) vs カート・アングル○
ジョン・シナの反則負けのため王座移動は無し

### 第9回大会（2006年）WWE RAW's Unforgiven 2006
- 開催日 : 9月17日
- 開催場所 : オンタリオ州トロントのエア・カナダ・センター
- 観客動員数 : 16,105人
- 公式大会曲 : Day of Fire - Run

- ダーク・マッチ -Dark Match-

○スペル・クレイジー vs シェルトン・ベンジャミン●
- WWEインターコンチネンタル王座戦 -WWE Intercontinental Championship-

○ジョニー・ナイトロ(c)（w / メリーナ） vs ジェフ・ハーディー●
- △ケイン vs ウマガ（w / アルマンド・アレハンドロ・エストラーダ）△

両者リングアウトで引き分け
- 世界タッグ王座戦 -World Tag Team Championship-

○スピリット・スクワッド（ケニー＆ジョニー＆ニッキー＆マイキー＆ミッチ）(c) vs ザ・ハイランダーズ（ロビー・マカリスター＆ローリー・マカリスター）●
- ハンディキャップ形式ヘル・イン・ア・セル -3 on 2 Handicap Hell in a Cell-

○D-ジェネレーションX（トリプルH＆ショーン・マイケルズ） vs ミスター・マクマホン＆シェイン・マクマホン＆ビッグ・ショー●
- WWE女子王座戦 -WWE Women's Championship-

●リタ(c) vs トリッシュ・ストラタス○
- ○ランディ・オートン vs カリート●

- TLC形式WWE王座戦 -TLC Match for the WWE Championship-

●エッジ(c)（w / リタ） vs ジョン・シナ○

### 第10回大会（2007年）WWE Unforgiven 2007
- 開催日 : 9月16日
- 開催場所 : テネシー州メンフィスのフェデックス・フォーラム
- 観客動員数 : 10,128人
- 公式大会曲 : Alter Bridge - Rise Today

- ダーク・マッチ -Dark Match-（SmackDown!）

○ケイン vs ケニー・ダイクストラ●
- ECW王座戦 -ECW Championship-（ECW）

○CMパンク(c) vs イライジャ・バーク●
- WWEタッグ王座戦 -WWE Tag Team Championship-（SmackDown!）

○M.V.P＆マット・ハーディー(c) vs デュース・アンド・ドミノ(デュース＆ドミノ)（w / チェリー）●
- WWE女子王座戦 -WWE Women's Championship-（RAW）

○キャンディス・ミシェル(c) vs ベス・フェニックス●
- ノーDQ・マッチ -No Disqualification Match-

○トリプルH vs カリート●（RAW）
カリートのみ反則行為が認められ、トリプルHが反則行為を行えば失格という特別ルール
- トリプルスレット形式世界ヘビー級王座戦 -Triple Threat Match for the World Heavyweight Championship-（SmackDown!）

●グレート・カリ(c)（w / ランジン・シン） vs レイ・ミステリオ vs バティスタ○
- 世界タッグ王座戦 -World Tag Team Championship-（RAW）

○ランス・ケイド＆トレバー・マードック(c) vs ポール・ロンドン＆ブライアン・ケンドリック●
- WWE王座戦 -WWE Championship-（RAW）

●ジョン・シナ(c) vs ランディ・オートン○
ジョン・シナの反則負けのため王座移動はなし
- ○ジ・アンダーテイカー vs マーク・ヘンリー●（SmackDown!）

### 第11回大会（2008年）WWE Unforgiven 2008
- 開催日 : 9月7日
- 開催場所 : オハイオ州クリーブランドのクイックン・ローンズ・アリーナ
- 観客動員数 : 9,500人

公式大会曲 : Motörhead - Rock Out
- ダーク・マッチ -Dark Match-

○エヴァン・ボーン vs ジョン・モリソン●
- チャンピオンシップ・スクランブル形式ECW王座戦 -Championship Scramble for the ECW Championship-

マーク・ヘンリー(c) vs ザ・ミズ vs チャボ・ゲレロ vs フィンレー vs マット・ハーディー○
- 世界タッグ王座戦 -World Tag Team Championship-

○コーディ・ローデス＆テッド・デビアス(c) vs クライム・タイム●
- 非公認試合 -Unsanctioned Match-

●クリス・ジェリコ vs ショーン・マイケルズ○
- チャンピオンシップ・スクランブル形式WWE王座戦 -Championship Scramble for the WWE Championship-

○トリプルH(c) vs ジェフ・ハーディー vs シェルトン・ベンジャミン vs M.V.P vs ジ・ブライアン・ケンドリック
- ディーヴァズ王座戦 -Divas Championship-

○ミシェル・マクール(c)vs マリース●
- チャンピオンシップ・スクランブル形式世界ヘビー級王座戦 -Championship Scramble for the World Heavyweight Championship-

○クリス・ジェリコ vs バティスタ vs レイ・ミステリオ vs JBL vs ケイン
CMパンク欠場のためクリス・ジェリコが出場